# 唐安麒國際集團
唐安麒國際集團有限公司（英語：Angel Face Limited，簡稱唐安麒國際集團或唐安麒美顏瘦身專門店），在1987年於香港由唐安麒創立一家美容公司，是香港最具歷史及誠信的美容瘦身品牌之一。集團主席唐安麒小姐以個人名字作承諾，本著「專業，誠信」的宗旨，助顧客以健康方式達理想身段。除了經營美容院外，還包括生產各類保健食品等, 旗下品牌包括健兒安健康醫學AngelCare及Ankang安康。

## 分店
香港和中國內地共有10間分店。至於總店則位於銅鑼灣恩平道44-48號恩平中心3樓及4樓。
| 地區   | 地址                                  | 電話          |
| ------ | ------------------------------------- | ------------- |
| 香港   |                                       |               |
| 中環   | 中環干諾道中19-20號馮氏大廈地庫       | +852 35250388 |
| 銅鑼灣 | 銅鑼灣恩平道44－48號恩平中心3樓及4樓  | +852 28902198 |
| 九龍   |                                       |               |
| 尖沙咀 | 尖沙咀堪富利士道8號格蘭中心6樓        | +852 23662318 |
| 九龍灣 | 九龍灣宏開道16號德福大廈21樓4－5室    | +852 29973886 |
| 新界   |                                       |               |
| 沙田   | 沙田石門安群街1號京瑞廣場2期18樓全層  | +852 21562999 |
| 上水   | 上水龍琛路39號上水廣場8樓819－822號舖 | +852 31561688 |
| 屯門   | 屯門屯喜路2號屯門栢麗廣場1501室       | +852 24406188 |

## 外部連結
- ANGEL FACE 唐安麒美顏瘦身專門店（页面存档备份，存于）（中文）